# Копилов Анатолій Олексійович
Анатолій Олексійович Копилов (* 14 липня 1936 року, Шепетівка — † 21 грудня 2007, Кам'янець-Подільський) — український історик, краєзнавець. Кандидат історичних наук, професор кафедри всесвітньої історії, ректор Кам'янець-Подільського національного університету (1977–2001), академік Української академії історичних наук. Батько історика Сергія Анатолійовича Копилова.

## Біографія
У 1954 році закінчив Ізяславську середню школу, після чого працював вчителем Радошівської 7-річної школи.
1958–1963 — навчався на історичному факультеті Чернівецького державного університету.
У 1967 році у Київському державному університеті ім. Т. Г. Шевченка успішно захистив кандидатську дисертацію на тему «Створення Вітчизняного фронту Болгарії і його роль у встановлені в країні народно-демократичної влади».
З 1964 року асистент, старший викладач, доцент, декан історичного факультету (1969–1975), проректор з наукової роботи (1976–1977) Кам'янець-Подільського національного університету.
Дослідник історії Болгарії.
У липні 1977 року він був призначений ректором Кам'янець-Подільського державного педагогічного інституту.
Його перу належить понад 100 наукових публікацій.

## Основні твори
- «Білогір'я, Ямпіль» (Історія міст і сіл УРСР. Хмельницька обл. — К., 1971).

## Нагороди
- 1993 - присвоєно почесне звання Заслужений працівник освіти України
- нагороджений орденами «Знак Пошани»,
- нагороджений орденами Трудового Червоного Прапора
- нагороджений медалями А. С. Макаренка,
- нагороджений медалю Д. С. Ушинського,
- 2000 - нагороджений золотою медаллю «За заслуги в освіті»
- 2001 - нагороджений знаком ордену «Святий Дмитро Солунський» IV ступеня
- 2003 - нагороджений Почесним знаком Служби безпеки України.